# Trendon Watford
Trendon Nelson Watford (Birmingham, Alabama, 9 de noviembre de 2000) es un jugador de baloncesto estadounidense que pertenece a la plantilla de los Philadelphia 76ers de la NBA. Con 2,03 metros de estatura, juega en la posición de ala-pívot. Es el hermano pequeño del también jugador profesional Christian Watford.

## Trayectoria deportiva

### Universidad
Tras ser seleccionado en su etapa de secundaria para disputar los prestigiosos McDonald's All-American Game y el Jordan Brand Classic, jugó dos temporadas con los Tigers de la Universidad Estatal de Luisiana, en las que promedió 14,9 puntos, 7,3 rebotes, 2,3 asistencias y 1 robo de balón por partido. En su primera temporada fue incluido en el mejor quinteto de novatos de la Southeastern Conference mientras que en la segunda lo fue en el mejor quinteto por Associated Press y en el segundo mejor por los entrenadores.
Después de la temporada, se declaró para el draft de la NBA y contrató a un agente, renunciando así a su elegibilidad universitaria.

#### Estadísticas
| Año     | Equipo | PJ | PT | MPP  | %TC  | %3P  | %TL  | RPP | APP | ROB | TPP | PPP  |
| ------- | ------ | -- | -- | ---- | ---- | ---- | ---- | --- | --- | --- | --- | ---- |
| 2019–20 | LSU    | 31 | 30 | 31.6 | .489 | .269 | .674 | 7.2 | 1.7 | .9  | .7  | 13.6 |
| 2020–21 | LSU    | 28 | 28 | 34.6 | .480 | .316 | .651 | 7.4 | 2.9 | 1.1 | .6  | 16.3 |
| Total   | Total  | 59 | 58 | 33.0 | .484 | .290 | .662 | 7.3 | 2.3 | 1.0 | .7  | 14.9 |

### Profesional
Tras no ser elegido en el Draft de la NBA de 2021, el 3 de agosto firmó un contrato dual con los Portland Trail Blazers, que le permite jugar además en la G League. Debutó en la NBA el 14 de noviembre ante Denver Nuggets, anotando 2 puntos. El 21 de febrero de 2022, convierte su contrato en estándar renovando por 4 temporadas.
Tras dos años en Portland, el 30 de junio de 2023 es cortado por los Blazers. Firmando el 3 de agosto por Brooklyn Nets.
Tras una buena temporada en Brooklyn, en julio de 2024, extiende su contrato un año más con los Nets.
El 2 de julio de 2025 firma por dos temporadas y $5,3 millones con Philadelphia 76ers.

## Estadísticas de su carrera en la NBA

### Temporada regular
| Año     | Equipo   | PJ  | PT | MPP  | %TC  | %3P  | %TL  | RPP | APP | ROB | TPP | PPP  |
| ------- | -------- | --- | -- | ---- | ---- | ---- | ---- | --- | --- | --- | --- | ---- |
| 2021-22 | Portland | 48  | 10 | 18.1 | .532 | .237 | .755 | 4.1 | 1.7 | .5  | .6  | 7.6  |
| 2022-23 | Portland | 62  | 12 | 19.1 | .560 | .391 | .720 | 3.8 | 2.1 | .5  | .2  | 7.4  |
| 2023-24 | Brooklyn | 63  | 2  | 13.6 | .527 | .397 | .794 | 3.1 | 1.3 | .4  | .3  | 6.9  |
| 2024-25 | Brooklyn | 44  | 6  | 20.8 | .469 | .330 | .762 | 3.6 | 2.6 | .6  | .3  | 10.2 |
| Total   | Total    | 217 | 30 | 17.6 | .520 | .349 | .758 | 3.6 | 1.9 | .5  | .3  | 7.9  |